# Ypsolopha ulingensis
Ypsolopha ulingensis là một loài bướm đêm thuộc họ Ypsolophidae. Loài này có ở Trung Quốc.